# Circuiti della NASCAR
Questa è la seguente lista che riporta i circuiti utilizzati nelle categorie NASCAR per svolgere la Cup Series, la Xfinity Series e la Craftsman Truck Series.

## Circuiti utilizzati
(Legenda: C-Cup Series; X-Xfinity series; T-Truck Series. RC - Circuito stradale)
- Atlanta Motor Speedway - Hampton (C, X, T)
- Bristol Motor Speedway - Bristol (C, X, T)
- Charlotte Motor Speedway - Concord (C, X, T)
- Chicago Street Course - Chicago (C, X)
- Circuito delle Americhe - Austin (C, X, T)
- Darlington Raceway - Darlington (C, X, T)
- Daytona International Speedway - Daytona Beach (C, X, T)
- Dover Motor Speedway - Dover (C, X)
- Homestead-Miami Speedway - Homestead (C, X, T)
- Indianapolis Motor Speedway - Speedway (C, X)
- Kansas Speedway - Kansas City (C, X, T)
- Las Vegas Motor Speedway - Las Vegas (C, X, T)
- Los Angeles Memorial Coliseum - Los Angeles (C)
- Lucas Oil Indianapolis Raceway Park - Brownsburg (T)
- Martinsville Speedway - Martinsville (C, X, T)
- Michigan International Speedway - Brooklyn (C, X)
- Milwaukee Mile - West Allis (T)
- Nashville Superspeedway - Lebanon (C, X, T)
- New Hampshire Motor Speedway - Loudon (C, X)
- North Wilkesboro Speedway - North Wilkesboro (C, T)
- Phoenix Raceway - Avondale (C, X, T)
- Pocono Raceway - Long Pond (C, X, T)
- Portland International Raceway - Portland (RC) (X)
- Richmond Raceway - Richmond (C, X, T)
- Sonoma Raceway - Sonoma (RC) (C, X)
- Talladega Superspeedway - Talladega (C, X, T)
- Texas Motor Speedway - Fort Worth (C, X, T)
- Watkins Glen International - Watkins Glen (New York) (RC) (C, X)
- World Wide Technology Raceway - Madison (C, T)

## Circuiti inutilizzati o demoliti (con l'anno dell'ultima corsa)
- Autodromo Hermanos Rodríguez - Città del Messico (RC) (2008)
- Bowman Gray Stadium - Winston-Salem (1971 ultima gara nazionale, continua ad essere utilizzata dal Whelen All-American Series e dal Whelen Southern Modified Tour)
- California Speedway - Fontana (2023)
- Charlotte Speedway - Charlotte: su cui si corsero gare della prima NASCAR Cup Series nel 1949, chiuso nel 1956
- Chicagoland Speedway - Joliet (2019)
- Circuit Gilles Villeneuve - Montreal, Quebec, Canada (RC) (2012)
- Columbia Speedway - Columbia (aprile e agosto 1970 fu due degli ultimi 3 appuntamenti su sterrato della lega nazionale)
- Daytona Beach and Road Course - Daytona Beach: luogo della NASCAR, la prima gara si è svolta nel 1948, chiuso nel 1958
- Flemington Raceway, ufficialmente Flemington Fair Speedway - Flemington: ospitò una gara Craftsman Truck nella prima stagione, nel 1992-1995 gare del Champions for Modifieds
- Heartland Park Topeka - un complesso per gare stradali vicino a Topeka (ultima gara Truck Series nel 1999, il circuito viene usato per gare settimanali, NHRA Dragstrip, e ospita SCCA Runoffs tutti gli anni)
- Hickory Motor Speedway - Hickory (1998 ultima gara, ma ancora aperto)
- I-70 Speedway - Odessa (Missouri) vicino a Kansas City, ultima gara nel 1999 ma è ancora utilizzato come sede di gare settimanali e come sede di eventi dell'ASA.
- Kentucky Speedway - Sparta (2020)
- Langley Speedway (British Columbia) - Langley (Columbia Britannica) (1978 ultima gara NASCAR Winston West).
- Langley Speedway (Virginia) - Langley: L'ultima gara su questo tracciato è stata anche l'ultima del Grand National prima di essere rinominato Winston Cup (novembre 1970), Busch Series (dal 1982 al 1988; attivo come circuito del NASCAR Whelen All-American Series).
- Langhorne Speedway - Langhorne (1957 ultima gara del Grand National, 1971 ultima National Open)
- Mansfield Motorsports Park - Mansfield (2008)
- Memphis Motorsports Park - Millington (2009)
- Mid-Ohio Sports Car Course - Lexington (RC) (2023)
- Myrtle Beach Speedway - Myrtle Beach (1998 ultima gara ma ancora aperto)
- Nashville Speedway - Nashville (2000; vi si disputa il NASCAR weekly short track creato dalla famiglia Mattioli del Pocono Raceway, ora Music City Motorplex; ospita gare del NASCAR Grand National East)
- Nazareth Speedway - Nazareth (2004)
- Occoneechee Speedway - Hillsborough (1968)
- Ontario Motor Speedway - Ontario (1980)
- Pikes Peak International Raceway - Fountain (2005)
- Princess Anne Speedway - Norfolk (1960)
- Riverside International Raceway - Riverside (RC) (1988)
- Road America - Elkhart Lake (RC) (2023, ancora utilizzato da IndyCar, AMA Superbike, e altri campionati)
- Road Atlanta - Braselton (RC) (1987)
- Rockingham Speedway - Rockingham (2004; riaperto dal 2008 con un nuovo proprietario, Andy Hillenburg)
- South Boston Speedway - South Boston (nel 1972 ultima gara di NASCAR ma poi utilizzato dal Whelen All-American Series e dalla USAR Hooters Pro Cup, ultima gara nel 2004)
- State Fairgrounds Speedway - Raleigh (30 settembre 1970 gara finale del Grand National su sterrato)
- State Line Speedway - Busti (1958) Unica gara del 1958 vinta da Shorty Rollins. È ancora utilizzato.
- Suzuka Circuit - Suzuka (1996 - 1997, NASCAR All-Star exhibition race)
- Texas World Speedway - College Station (1981)
- Trenton Speedway - Trenton (1972)
- Twin Ring Motegi - Motegi (1998, NASCAR All-Star exhibition race)